# Ken Monkou
Kenneth John Monkou (né le 29 novembre 1964 au Suriname) est un footballeur professionnel néerlandais qui évoluait au poste de défenseur.

## Biographie
Monkou naît à Nickerie au Suriname et grandit aux Pays-Bas. Il se passionne pour le football dès son enfance à La Haye, où il joue avec le RK-VVP.

### Carrière de footballeur
La première équipe majeure de Monkou est le Feyenoord Rotterdam. Il joue un match avec la réserve contre une équipe dans laquelle se trouve le fils du manager de Chelsea, Bobby Campbell. Il déménage alors en Angleterre en mai 1989, pour jouer en faveur de Chelsea, club nouvellement promu, avec un transfert de 100 000 £. Il est le premier joueur de Chelsea à être issu de l'extérieur du Commonwealth depuis Petar Borota en 1982. Il est élu meilleur joueur du club lors de sa première saison, étant le premier joueur de couleur noir à réussir cette performance avec Chelsea. Dans le même temps, l'équipe termine cinquième de la première division, et remporte la Full Members Cup. Il joue avec Chelsea jusqu'en 1992, il est ensuite transféré à Southampton pour un montant de 750 000 £, seulement trois mois après la signature d'un nouveau contrat de cinq ans avec Chelsea.
Southampton doit alors faire face à des batailles régulières pour sa survie en Premier League, bien que le club n'ait jamais été relégué. Lors de la saison 1993–94, il marque un but décisif à la dernière minute lors d'un match contre Norwich City, sur un corner de Matt Le Tissier, ce qui permet au club d'arracher la victoire (5-4) et de rester en Premier League.
Il reste sur la côte sud jusqu'en 1999, il rejoint ensuite le club d'Huddersfield Town gratuitement. Il se met en évidence en inscrivant un but contre le club rival de Barnsley. Cependant, des désaccords avec le manager de Huddersfield, Steve Bruce, lui procurent un temps de jeu de courte durée. Monkou effectue un retour à Chelsea lors de la saison 2002–03, avant de raccrocher les crampons.

### Carrière après le football
Monkou dirige une crêperie hollandaise dans la ville néerlandaise de Delft et est activement impliqué dans les médias néerlandais et sur Chelsea TV.

### Vie personnelle
Le cousin de Monkou, Arsenio Halfhuid (en), est également footballeur.